# 石塘桥
石塘桥，是位于中国安徽省合肥市肥东县石塘镇的一个清代古建筑，2012年入选第五批肥东县文物保护单位。
石塘桥是一座石板桥，横跨石塘河，石塘镇区即以该桥典故为名。石塘桥最有可能的命名由来是当地有三口大塘和一座青石拱桥，民间则讹传称桥的命名与霸王别姬的典故有关，谐音作“尸挡桥”。石塘桥桥身为青麻石砌成，跨度20多米，两坡面建有步行台阶。